# Önnereds båtvarv
Önnereds båtvarv var ett svenskt småbåtsvarv i Fiskebäck i Önnered i Göteborg.
Önnereds båtvarv grundades som Landin & Johansson båtvarv 1915. Det lades ned 1925.

## Båtar byggda på Landin & Johansson båtvarv i urval
- 1921 Havskryssaren Natasja, konstruerad av C.O. Liljegren
- 1923 M/Y Wialla III, konstruerad av Erik Salander
- 1923 M/Y Silva, konstruerad av C.G. Pettersson
- 1924 Tv 12, tullkryssare, konstruerad av C.G. Pettersson
- 1924 Tv 13, tullkryssare, senare M/Y Mariana, konstruerad av C.G. Pettersson

## Nya Önnereds båtvarv
Det nya Önnereds båtvarv grundades av Arvid Johansson på 1920-talet. Det övertogs 1940 av Hugo Börjesson samt båtbyggaren och konstruktören Torsten Olsson, som fått sin utbildning hos båtbyggaren Hjalmar Johansson i Långedrag.
Under 1940-talet byggdes många jullar. Under 1950-talet blev varvet känt för sina, av Torsten Olsson konstruerade, styrhytter till fiskebåtar. Dessa hade kommandobrygga och mäss i ett. År 1953 blev GG 205 Ganthi från Högen den första båt som bytte till den nya typen av däckshus. 
Varvet tillverkade snipor, men gick senare mer över till båtreparationer.